# ماكسيم ليفيربي
ماكسيم ليفيربي (بالفرنسية: Maxime Leverbe)‏ (15 فبراير 1997 بفيلبانت في فرنسا - ) هو لاعب كرة قدم فرنسي في مركز الدفاع.

## روابط خارجية
- ماكسيم ليفيربي على موقع قاعدة بيانات كرة القدم.إي يو (الإنجليزية)
- ماكسيم ليفيربي على موقع Soccerway.com (الإنجليزية)
- ماكسيم ليفيربي على موقع عالم كرة القدم.نت (الإنجليزية)